# HB인베스트먼트
주식회사 HB인베스트먼트(영어: HB Investment)는 1999년에 설립된 대한민국의 벤처투자조합 결성 및 운영 등 기타 금융업을 하는 벤처 투자 회사이다.

## 역사
- 2012년 HB그룹 내 계열사 명칭을 통일하는 과정에서 튜브인베스트먼트를 HB인베스트먼트로 사명을 변경하였다.[2]

- 2023년 VC 간 지분보유를 금지하는 벤처투자 촉진에 관한 법률에[3] 뒤늦게 발목이 잡혀[4] NH스팩23호과 합병을 취소한 적이 있다[5].
- 2024년 금융감독원으로부터 사모펀드 운용 라이선스를 획득하여 2025년부터 사모펀드 운용사업을 시작할 예정이다[6]

## 투자기업
- 달바글로벌[7]